# Царски рез
Царски рез (лат. sectio caesarea) је оперативни порођајни захват код кога се породиљи отвара трбух и материца, па кроз тај рез вади дете.
Овај захват је познат још из шеснаестог века. Извођен је само у најтежим случајевима, када је живот мајке био у опасности. Смртност је ипак била висока, 80%. Усавршавањем оперативне технике и напретком медицине, царски рез није опасан и смртност је незнатна. Царски рез се данас изводи код различитих компликација у порођају.

## Значај
Царски рез, може бити интервенција која спашава животе и представља суштински део свеобухватне хитне акушерске неге, јер значајно спречава мајчин и перинатални морталитет и морбидитет када је то медицински оправдано.

## Епидемиологија
Глобално, око 29,7 милиона порођаја царским резом догодило се 2015. – скоро дупло више у односу на  2000. годину (око 16 милиона) – што је повећање са 12 на 21%.  Иако су порођаји царским резом порасли у свим регионима, износ повећања и ниво употребе варирају широм света.
У Латинској Америци и на Карибима, на пример, царски рез је чинио 44% свих порођаја у 2015, више од 10 пута од процента у западној и централној Африци (близу 4%)  Претерано висок просек у Латинској Америци и Карибима указује на прекомерну медикализацију порођаја; обрнуто, низак проценат царских резова у западној и централној Африци је алармантан, што указује на озбиљан недостатак приступа овој потенцијално спасавајућој интервенцији.
Канадска стопа царског реза је била 26% у периоду 2005–2006. године.
Аустралија има високу стопу царског реза, од 31% у 2007. 
Светска здравствена организација је званично повукла своју претходну препоруку о стопи царског реза од 15% у јуну 2010. Њихово званично саопштење је гласило:
Не постоје емпиријски докази за оптималан проценат. Најважније је да их све жене којима је потребан царски рез добију .
Више од 50 земаља има стопе веће од 27%, док 45 земаља има стопе мање од 7,5%. Постоје напори да се побољша приступ и смањи употреба царског реза. Глобално, 1% свих порођаја царским резом се обавља без медицинске потребе. Све у свему, стопа царског реза је била 25,7% у периоду 2004–2008. 
Не постоји значајна разлика у стопама царског реза када се упореди континуитет бабице са конвенционалном фрагментираном негом.[103] Више хитних царских резова — око 66% — ради се током дана, а не ноћу.[104]
Стопа је порасла на 46% у Кини и на нивое од 25% и више у многим азијским, европским и латиноамеричким земљама. У Бразилу и Ирану стопа царског реза је већа од 40%.  Бразил има једну од највећих стопа царског реза у свету, са стопама у јавном сектору од 35–45%, и 80–90% у приватном сектору. 

## Спољашње вез
|  | Молимо Вас, обратите пажњу на важно упозорење у вези са темама из области медицине (здравља). |

1. 1 2 3  Arora, Anshana (2019-06-02). „Healthy Mothers, Healthy Babies”. UNICEF DATA (на језику: енглески). Приступљено 2023-04-03.